# Arenoparrella
Arenoparrella es un género de foraminífero bentónico de la subfamilia Arenoparrellinae, de la familia Trochamminidae, de la superfamilia Trochamminoidea, del suborden Trochamminina, y del orden Trochamminida. Su especie tipo es Trochammina inflata var. mexicana. Su rango cronoestratigráfico abarca el Holoceno.

## Discusión
Clasificaciones previas incluían Arenoparrella en el suborden Textulariina del orden Textulariida. Otras clasificaciones lo han incluido en el orden Lituolida.

## Clasificación
Arenoparrella incluye a las siguientes especies:
- Arenoparrella hagni
- Arenoparrella malaysiana
- Arenoparrella mexicana
- Arenoparrella oceanica
- Arenoparrella subglobosa

Otra especie considerada en Arenoparrella es:
- Arenoparrella asiatica, aceptado como Polskiammina asiatica